# Amblyseius lutezhicus
Amblyseius lutezhicus är en spindeldjursart som beskrevs av Wainstein 1972. Amblyseius lutezhicus ingår i släktet Amblyseius och familjen Phytoseiidae. Inga underarter finns listade i Catalogue of Life.